# Borghetto Santo Spirito
Borghetto Santo Spirito is een gemeente in de Italiaanse provincie Savona (regio Ligurië) en telt 5316 inwoners (31-12-2004). De oppervlakte bedraagt 5,3 km², de bevolkingsdichtheid is 1015 inwoners per km².

## Demografie
Borghetto Santo Spirito telt ongeveer 2731 huishoudens. Het aantal inwoners daalde in de periode 1991-2001 met 4,9% volgens cijfers uit de tienjaarlijkse volkstellingen van ISTAT.
| Jaar | Inwoneraantal |
| ---- | ------------- |
| 1991 | 5338          |
| 2001 | 5075          |

## Geografie
De gemeente ligt op ongeveer 2 m boven zeeniveau.
Borghetto Santo Spirito grenst aan de volgende gemeenten: Boissano, Ceriale, Loano, Toirano.

## Externe link

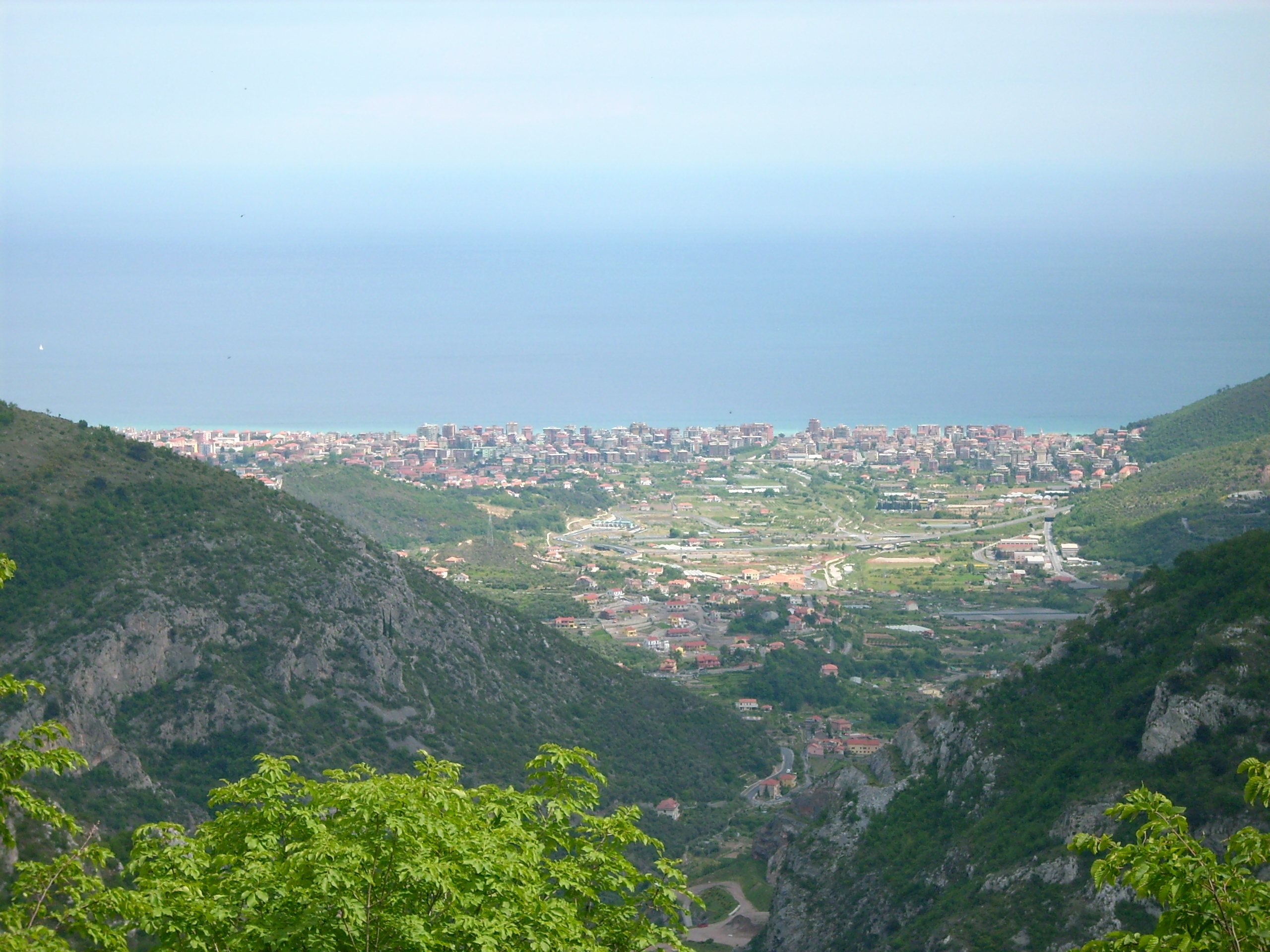
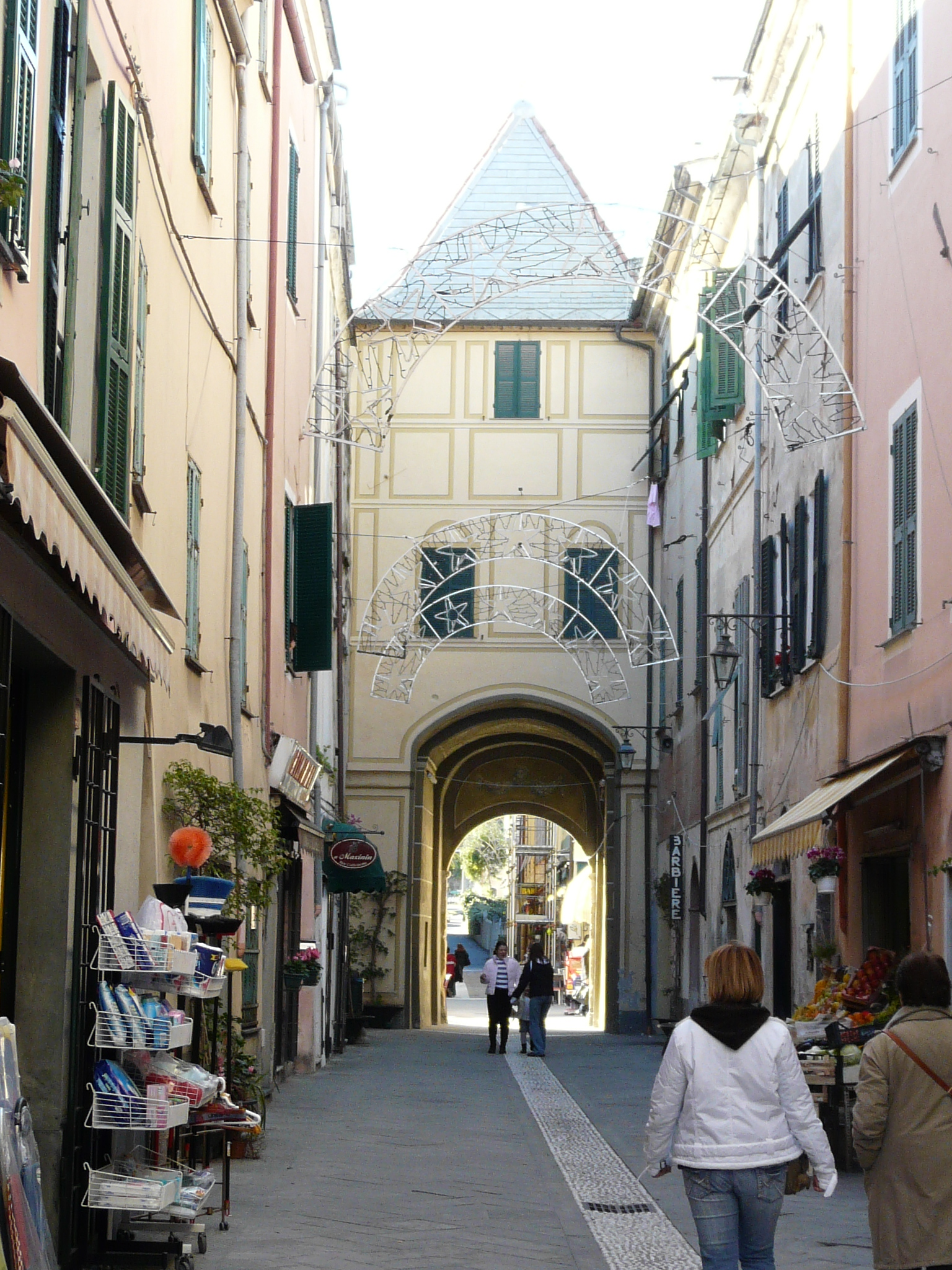
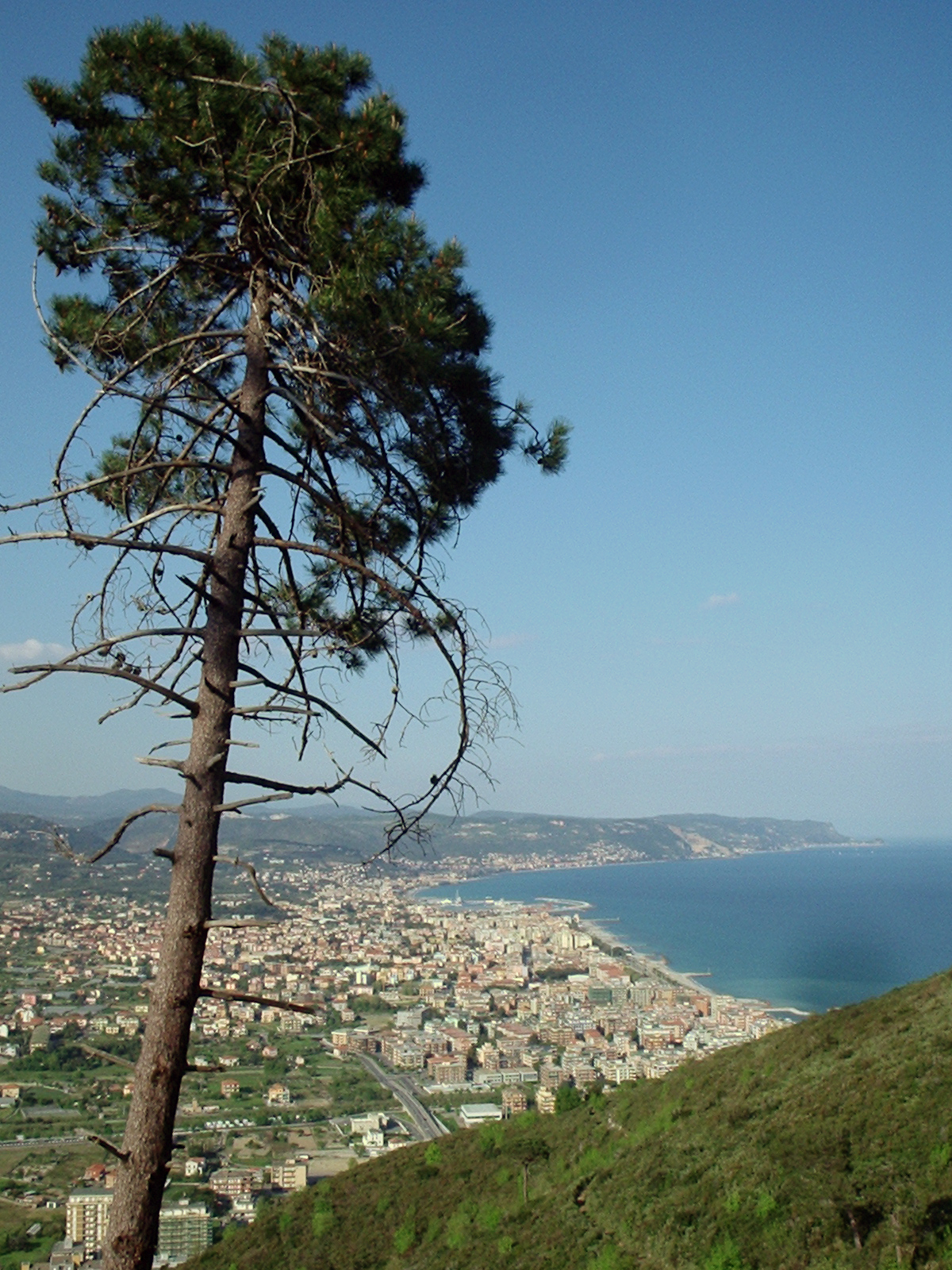
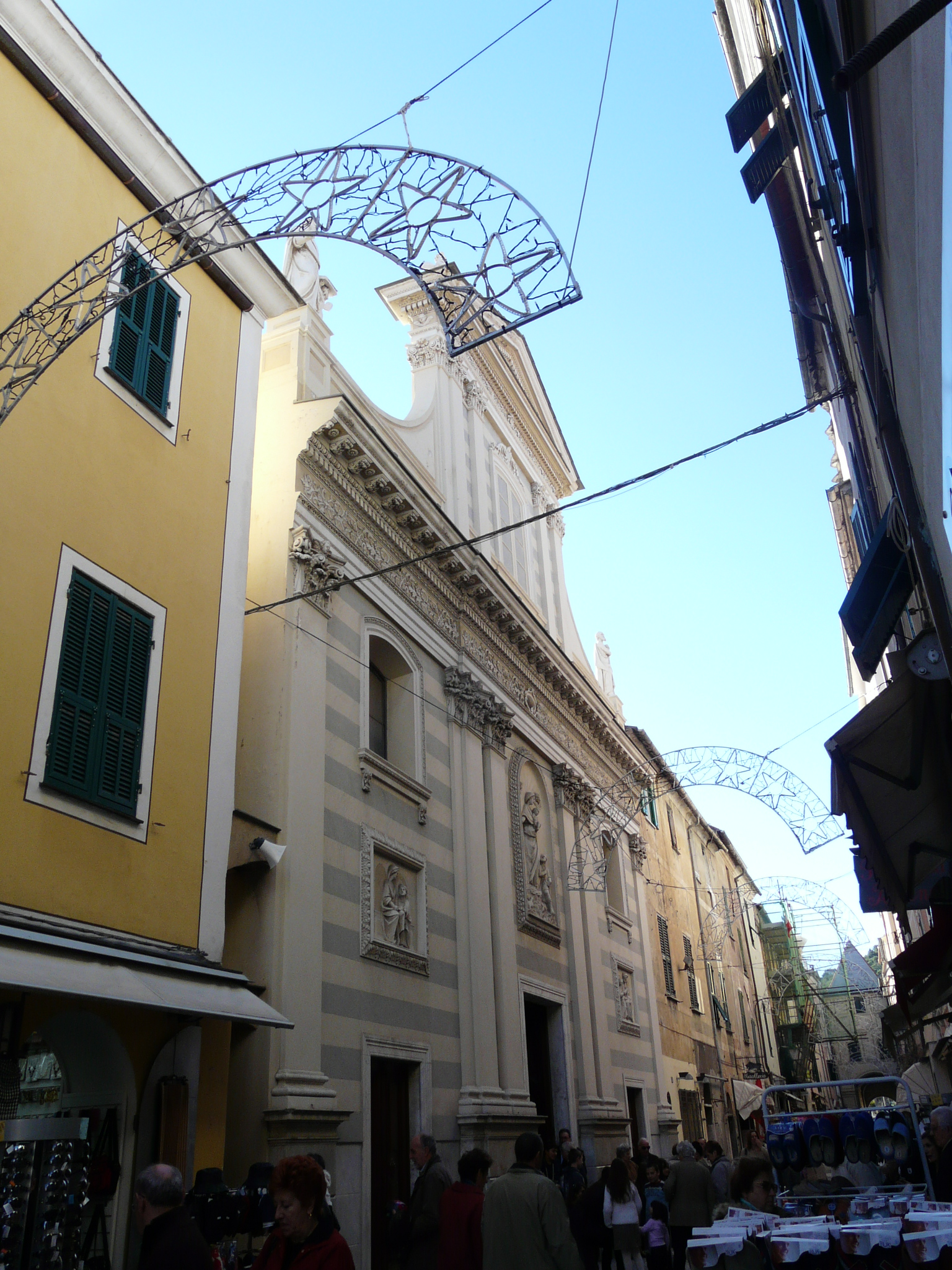
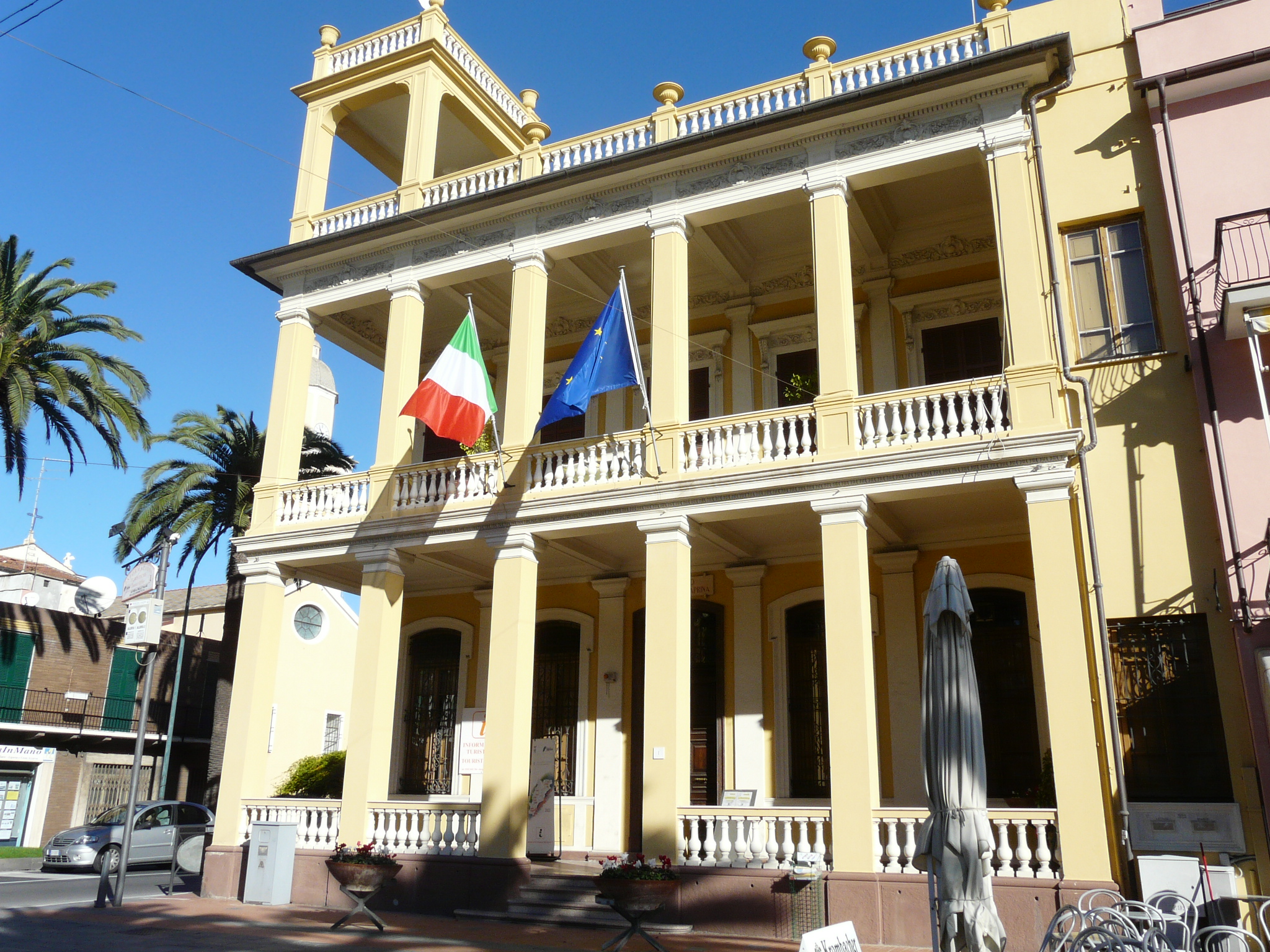
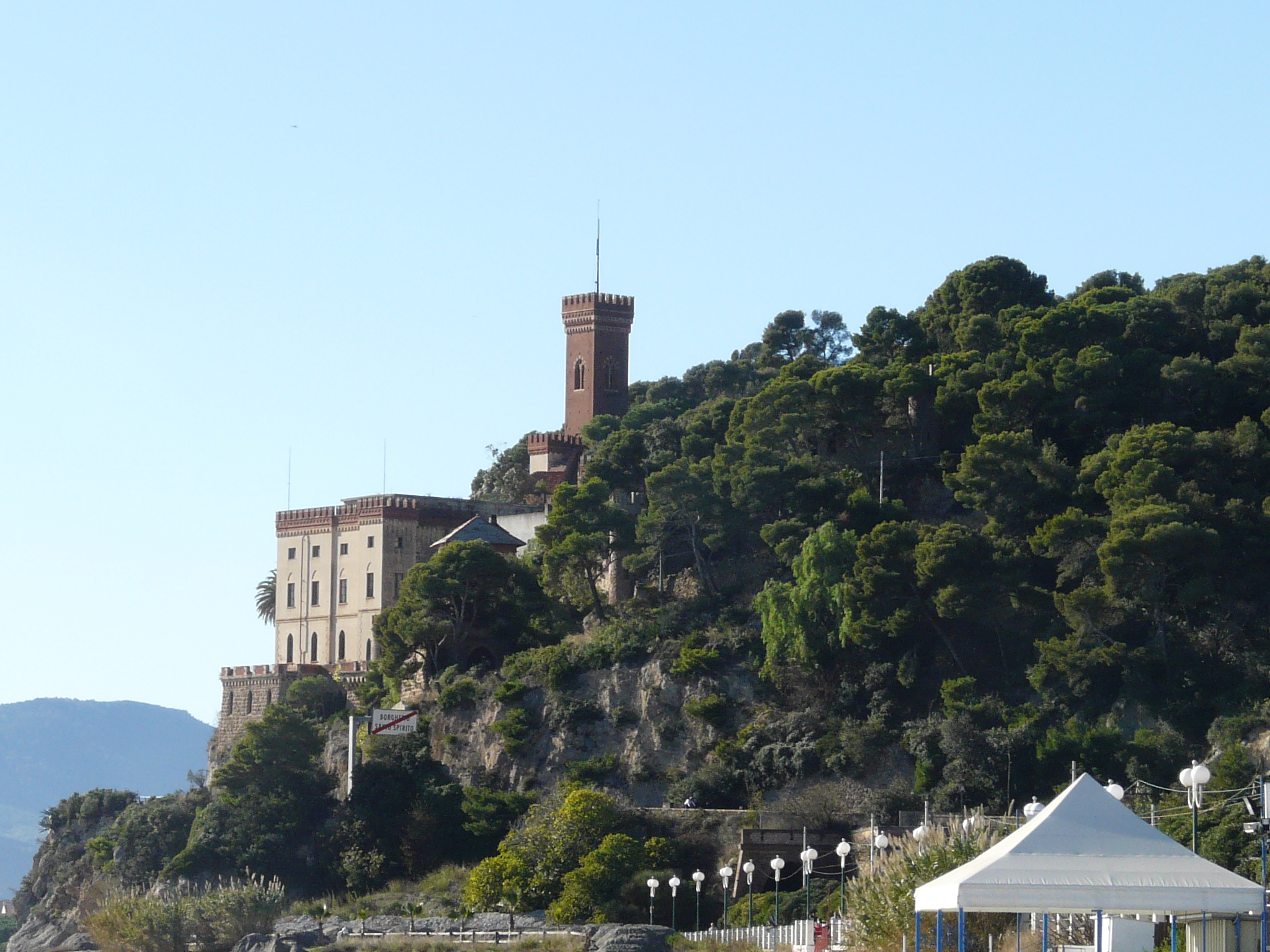
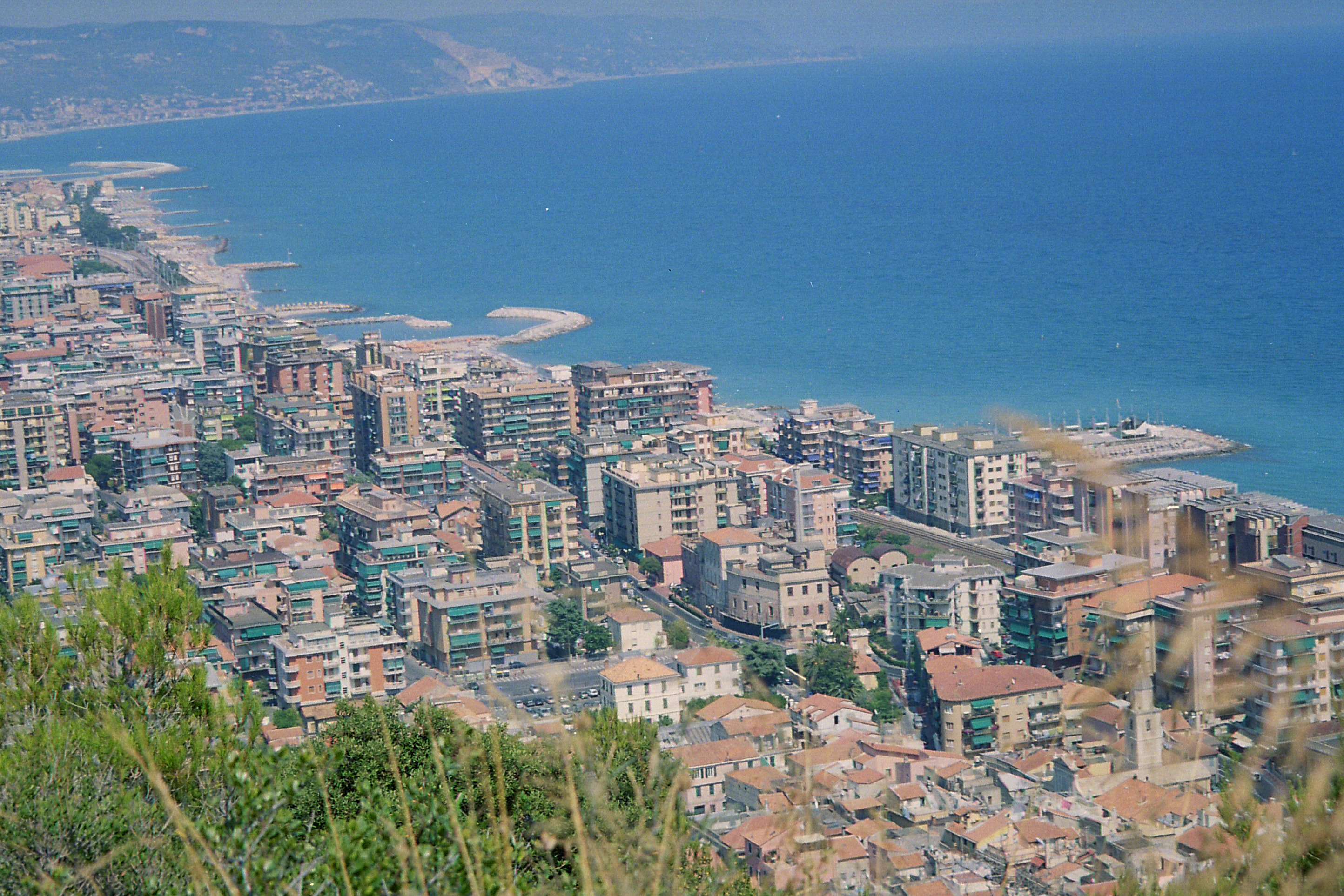